# Olympische Sommerspiele 2024/Teilnehmer (Argentinien)
| Gelbes Symbol für Goldmedaillen mit stilisierten Olympischen Ringen | Graues Symbol für Silbermedaillen mit stilisierten Olympischen Ringen | Braundes Symbol für Bronzemedaillen mit stilisierten Olympischen Ringen |
| ------------------------------------------------------------------- | --------------------------------------------------------------------- | ----------------------------------------------------------------------- |
| 1                                                                   | 1                                                                     | 1                                                                       |

Argentinien nahm an den Olympischen Spielen 2024 vom 26. Juli bis zum 11. August 2024 in Paris teil. Es war die insgesamt 26. Teilnahme an Olympischen Sommerspielen.

## Teilnehmer nach Sportarten

### Bogenschießen
Bei den Panamerikanischen Meisterschaften 2024 in Medellín konnte Argentinien einen Quotenplatz für den Einzelwettbewerb der Männer gewinnen.
| Athleten           | Wettbewerb | Qualifikation | Qualifikation | 1. Runde   | 1. Runde | 2. Runde      | 2. Runde      | Achtelfinale  | Achtelfinale  | Viertelfinale | Viertelfinale | Halbfinale    | Halbfinale    | Finale / Platz 3 | Finale / Platz 3 | Rang |
| Athleten           | Wettbewerb | Ringe         | Rang          | Gegner     | Ergebnis | Gegner        | Ergebnis      | Gegner        | Ergebnis      | Gegner        | Ergebnis      | Gegner        | Ergebnis      | Gegner           | Ergebnis         | Rang |
| ------------------ | ---------- | ------------- | ------------- | ---------- | -------- | ------------- | ------------- | ------------- | ------------- | ------------- | ------------- | ------------- | ------------- | ---------------- | ---------------- | ---- |
| Männer             |            |               |               |            |          |               |               |               |               |               |               |               |               |                  |                  |      |
| Damián Jajarabilla | Einzel     | 643           | 52            | A. Sodiqov | 2:6      | ausgeschieden | ausgeschieden | ausgeschieden | ausgeschieden | ausgeschieden | ausgeschieden | ausgeschieden | ausgeschieden | ausgeschieden    | ausgeschieden    | 33   |

### Fechten
Als bester Säbelfechter der Qualifikationsrangliste aus Amerika, dessen Mannschaft sich nicht qualifizieren konnte, erhielt Pascual di Tella einen persönlichen Startplatz für den Säbelwettbewerb der Männer.
| Athleten         | Wettbewerb   | 1. Runde   | 1. Runde | 2. Runde    | 2. Runde | Achtelfinale  | Achtelfinale  | Viertelfinale | Viertelfinale | Halbfinale / Klassifikation | Halbfinale / Klassifikation | Finale / Platzierung | Finale / Platzierung | Rang |
| Athleten         | Wettbewerb   | Gegner     | Ergebnis | Gegner      | Ergebnis | Gegner        | Ergebnis      | Gegner        | Ergebnis      | Gegner                      | Ergebnis                    | Gegner               | Ergebnis             | Rang |
| ---------------- | ------------ | ---------- | -------- | ----------- | -------- | ------------- | ------------- | ------------- | ------------- | --------------------------- | --------------------------- | -------------------- | -------------------- | ---- |
| Männer           |              |            |          |             |          |               |               |               |               |                             |                             |                      |                      |      |
| Pascual di Tella | Säbel Einzel | F. Cauchon | 15:13    | Z. El-Sissy | 11:15    | ausgeschieden | ausgeschieden | ausgeschieden | ausgeschieden | ausgeschieden               | ausgeschieden               | ausgeschieden        | ausgeschieden        | 31   |

### Fußball
Über das in Venezuela ausgespielte vorolympische CONMEBOL-Turnier 2024 qualifizierten sich Argentiniens Fußballer für das olympische Turnier.
| Wettbewerb      | Männer |
| --------------- | --- |
| Athleten        | Thiago Almada (4/2) Julián Álvarez (4/0) Bruno Amione (4/0) Lucas Beltrán (4/0) Leandro Brey (0/0) Marco Di Cesare (4/0) Claudio Echeverri (3/1) Ezequiel Fernández (4/1) Joaquín García (3/0) Santiago Hezze (3/0) Cristian Medina (4/0) Nicolás Otamendi (4/0) Gerónimo Rulli (4/0) Giuliano Simeone (4/1) Kevin Zenón (4/0) Gonzalo Luján (3/0) Julio Soler (4/0) Luciano Gondou (4/1) |
| Trainer         | Javier Mascherano |
| P-Akkreditierte | Fabricio Iacovich Juan Ignacio Nardoni Aarón Quirós Federico Redondo |
| Gruppenphase    | Marokko (1:2) Irak (3:1) Ukraine (2:0) |
| Viertelfinale   | Frankreich (0:1) |
| Halbfinale      | ausgeschieden |
| Finale          | ausgeschieden |
| Rang            | 7 |

### Golf
Über das Olympic Golf Ranking der IGF qualifizierten sich zwei argentinische Golfer für die Olympischen Spiele.
| Athleten        | Runde 1 | Runde 2 | Runde 3 | Runde 4 | Gesamt | Par | Rang |
| --------------- | ------- | ------- | ------- | ------- | ------ | --- | ---- |
| Männer          |         |         |         |         |        |     |      |
| Emiliano Grillo | 66      | 75      | 75      | 68      | 284    | E   | 43   |
| Alejandro Tosti | 68      | 69      | 69      | 70      | 276    | −8  | 18   |

### Handball
Durch den Titelgewinn bei den Panamerikanischen Spielen 2023 qualifizierten sich Argentiniens Männer für das olympische Turnier.
| Wettbewerb    | Männer |
| ------------- | --- |
| Athleten      | Juan Bar (5 Spiele, 24 Paraden) Nicolás Bonanno (5 Spiele, 1 Tor) Nicolás Bono (5 Spiele, 7 Tore) Federico Fernández (5 Spiele, 7 Tore) Guillermo Fischer (2 Spiele, 0 Tore) Leonel Maciel (5 Spiele, 23 Paraden) Pedro Martínez Cami (5 Spiele, 6 Tore) Lucas Moscariello (5 Spiele, 15 Tore) Gastón Mouriño (5 Spiele, 5 Tore) Andrés Moyano (5 Spiele, 13 Tore) James Parker (5 Spiele, 24 Tore) Federico Pizarro (5 Spiele, 16 Tore) Ignacio Pizarro (5 Spiele, 12 Tore) Diego Simonet (3 Spiele, 7 Tore) Pablo Simonet (5 Spiele, 18 Tore) |
| Trainer       | Guillermo Milano |
| Gruppenphase  | Norwegen (31:36) Ungarn (25:35) Dänemark (27:38) Frankreich (21:28) Ägypten (27:34) |
| Viertelfinale | ausgeschieden |
| Halbfinale    | ausgeschieden |
| Finale        | ausgeschieden |
| Rang          | 12. Platz |

### Hockey
Beide argentinischen Hockeyteams gewannen bei den Panamerikanischen Spielen 2023 die Goldmedaille und qualifizierten sich damit jeweils für die Olympischen Spiele.
| Wettbewerb      | Frauen | Männer |
| --------------- | --- | --- |
| Athleten        | Agustina Albertarrio Juana Castellaro Morello Agustina Gorzelany María José Granatto Maria Campoy Valentina Raposo Rocío Sánchez Moccia Sofía Toccalino Agostina Alonso Victoria Sauze Eugenia Trinchinetti Lara Casas Zoe Díaz de Armas Julieta Jankunas Sofía Cairó Cristina Cosentino | Santiago Tarazona Agustin Bugallo Bautista Capurro Zubeldia Maico Casella Schuth Juan Catan Nicolas Della Torre Tomas Domene Thomas Habif Nicolas Keenan Tadeo Marcucci Lucas Martínez Tobias Martins Agustín Mazzilli Iñaki Minadeo Federico Monja Matías Rey Tomas Santiago Lucas Toscani |
| Trainer         | Fernando Ferrara | Mariano Ronconi |
| Gruppenphase    | Vereinigte Staaten (4:1) Südafrika (4:2) Spanien (2:1) Australien (3:3) Großbritannien (3:0) | Australien (0:1) Indien (1:1) Neuseeland (2:0) Irland (2:1) Belgien (3:3) |
| Viertelfinale   | Deutschland (1:1 (2:0)) | Deutschland (2:3) |
| Halbfinale      | Niederlande (0:3) | ausgeschieden |
| Spiel um Bronze | Belgien (2:2, 3:1 PSO) | ausgeschieden |
| Rang            | Bronze | 8 |

### Judo
Über die IJF-Weltrangliste konnte sich eine argentinische Judoka im Halbleichtgewicht der Frauen qualifizieren.
| Athleten    | Wettbewerb       | 1. Runde  | 1. Runde | Achtelfinale  | Achtelfinale  | Viertelfinale | Viertelfinale | Halbfinale / Trostrunde | Halbfinale / Trostrunde | Finale / Platz 3 | Finale / Platz 3 | Rang |
| Athleten    | Wettbewerb       | Gegner    | Ergebnis | Gegner        | Ergebnis      | Gegner        | Ergebnis      | Gegner                  | Ergebnis                | Gegner           | Ergebnis         | Rang |
| ----------- | ---------------- | --------- | -------- | ------------- | ------------- | ------------- | ------------- | ----------------------- | ----------------------- | ---------------- | ---------------- | ---- |
| Frauen      |                  |           |          |               |               |               |               |                         |                         |                  |                  |      |
| Sofía Fiora | Klasse bis 52 kg | B. Ndiaye | 0s1:10   | ausgeschieden | ausgeschieden | ausgeschieden | ausgeschieden | ausgeschieden           | ausgeschieden           | ausgeschieden    | ausgeschieden    | 17   |

### Kanu
Bei den Weltmeisterschaften 2023 konnte sich Argentinien für den Wettbewerb im K1 der Männer qualifizieren. Zudem gelang beim amerikanischen Qualifikationsevent in Sarasota die Qualifikation im K1 der Frauen.

#### Kanurennsport
| Athleten        | Wettbewerb | Vorlauf     | Vorlauf | Viertelfinale | Viertelfinale | Halbfinale  | Halbfinale | A/B-Finale            | A/B-Finale | Rang |
| Athleten        | Wettbewerb | Zeit        | Rang    | Zeit          | Rang          | Zeit        | Rang       | Zeit                  | Rang       | Rang |
| --------------- | ---------- | ----------- | ------- | ------------- | ------------- | ----------- | ---------- | --------------------- | ---------- | ---- |
| Frauen          |            |             |         |               |               |             |            |                       |            |      |
| Brenda Rojas    | K1 500 m   | 1:52,68 min | 2       | ―             | ―             | 1:53,35 min | 6          | C-Finale: 1:53,88 min | 4          | 20   |
| Männer          |            |             |         |               |               |             |            |                       |            |      |
| Agustín Vernice | K1 1000 m  | 3:27,18 min | 2       | ―             | ―             | 3:28,18 min | 2          | 3:28,10 min           | 4          | 4    |

### Leichtathletik
Die Olympianormen des Weltverbandes haben drei argentinische Leichtathleten erreicht.
Laufen und Gehen
| Athleten          | Wettbewerb       | Vorlauf     | Vorlauf | Hoffnungslauf | Hoffnungslauf | Halbfinale | Halbfinale | Finale        | Finale        | Rang          |
| Athleten          | Wettbewerb       | Zeit        | Rang    | Zeit          | Rang          | Zeit       | Rang       | Zeit          | Rang          | Rang          |
| ----------------- | ---------------- | ----------- | ------- | ------------- | ------------- | ---------- | ---------- | ------------- | ------------- | ------------- |
| Frauen            |                  |             |         |               |               |            |            |               |               |               |
| Belén Casetta     | 3000 m Hindernis | 9:34,78 min | 11      | —             | —             | —          | —          | ausgeschieden | ausgeschieden | ausgeschieden |
| Florencia Borelli | Marathon         | —           | —       | —             | —             | —          | —          | 2:29:29 h     | 21            | 21            |
| Daiana Ocampo     | Marathon         | —           | —       | —             | —             | —          | —          | 2:32:02 h     | 41            | 41            |
| Männer            |                  |             |         |               |               |            |            |               |               |               |
| Elián Larregina   | 400 m            | 47,80 s     | 6       | 45,36 s       | 5             | 45,02 s    | 6          | ausgeschieden | ausgeschieden | ausgeschieden |

Springen und Werfen
| Athleten       | Wettbewerb  | Qualifikation | Qualifikation | Finale        | Finale        | Rang |
| Athleten       | Wettbewerb  | Weite/Höhe    | Rang          | Weite/Höhe    | Rang          | Rang |
| -------------- | ----------- | ------------- | ------------- | ------------- | ------------- | ---- |
| Männer         |             |               |               |               |               |      |
| Nazareno Sasia | Kugelstoßen | 19,33 m       | 23            | ausgeschieden | ausgeschieden | 23   |
| Joaquín Gómez  | Hammerwurf  | 72,10 m       | 22            | ausgeschieden | ausgeschieden | 22   |

### Moderner Fünfkampf
Bei den Panamerikanischen Spielen 2023 konnte Franco Serrano einen Startplatz für den Wettbewerb der Männer gewinnen.
| Athleten       | Fechten | Fechten | Schwimmen   | Schwimmen | Reiten  | Reiten | Combined     | Combined | Punkte | Rang |
| Athleten       | Bilanz  | Punkte  | Zeit        | Punkte    | Zeit    | Punkte | Zeit         | Punkte   | Punkte | Rang |
| -------------- | ------- | ------- | ----------- | --------- | ------- | ------ | ------------ | -------- | ------ | ---- |
| Männer         |         |         |             |           |         |        |              |          |        |      |
| Franco Serrano | 15+2    | 202     | 2:02,56 min | 305       | 56,58 s | 286    | 10:40,88 min | 660      | 1453   | 28   |

### Radsport
Über die UCI-Straßen-Weltrangliste nach Nationen erhielt Argentinien einen Startplatz für das Straßenrennen der Männer. Über das olympische Qualifikationsranking erhielt man zudem einen Quotenplatz für das BMX-Race der Männer. Im BMX-Freestyle der Männer erhielt Argentinien einen Startplatz über die Urban-Cycling-Weltmeisterschaften 2023.

#### Straße
| Athleten          | Wettbewerb    | Zeit      | Rang |
| ----------------- | ------------- | --------- | ---- |
| Männer            |               |           |      |
| Eduardo Sepúlveda | Straßenrennen | 6:28:31 h | 54   |

#### BMX-Rennsport
| Athleten       | Wettbewerb | Viertelfinale | Viertelfinale | Halbfinale    | Halbfinale    | Finale        | Finale        | Rang |
| Athleten       | Wettbewerb | Punkte        | Rang          | Punkte        | Rang          | Zeit          | Rang          | Rang |
| -------------- | ---------- | ------------- | ------------- | ------------- | ------------- | ------------- | ------------- | ---- |
| Männer         |            |               |               |               |               |               |               |      |
| Gonzalo Molina | BMX-Rennen | 19            | 20            | ausgeschieden | ausgeschieden | ausgeschieden | ausgeschieden | 18   |

#### BMX-Freestyle
| Athleten        | Wettbewerb | Qualifikation | Qualifikation | Finale | Finale |
| Athleten        | Wettbewerb | Punkte        | Rang          | Punkte | Rang   |
| --------------- | ---------- | ------------- | ------------- | ------ | ------ |
| Männer          |            |               |               |        |        |
| José Torres Gil | Freestyle  | 86,66         | 7             | 94,82  | Gold   |

### Reiten
Bei den Panamerikanischen Spielen 2023 gewann Argentinien einen Startplatz für den Wettbewerb im Springreiten. Zudem qualifizierte man sich über die regionale Rangliste der Gruppen D und E (Amerika; Zentral- und Südamerika) mit einem Reiter im Vielseitigkeitsreiten.

#### Springreiten
| Athleten           | Wettbewerb | Strafpunkte   | Strafpunkte   | Strafpunkte   | Strafpunkte   | Strafpunkte   | Strafpunkte   | Rang |
| Athleten           | Wettbewerb | Einzelwertung | Einzelwertung | Einzelwertung | Nationenpreis | Nationenpreis | Nationenpreis | Rang |
| Athleten           | Wettbewerb | 1. Umlauf     | 2. Umlauf     | Stechen       | 1. Umlauf     | 2. Umlauf     | Stechen       | Rang |
| ------------------ | ---------- | ------------- | ------------- | ------------- | ------------- | ------------- | ------------- | ---- |
| José María Larocca | Einzel     | (4)           | (20)          | ―             | —             | —             | —             | 25   |

### Rudern
Bei der amerikanischen Qualifikationsregatta in Rio de Janeiro konnten sich beide argentinischen Leichtgewichts-Doppelzweier-Boote für die Olympischen Spiele qualifizieren.
| Athleten                         | Wettbewerb                  | Vorlauf     | Vorlauf | Vorlauf       | Hoffnungslauf / Viertelfinale | Hoffnungslauf / Viertelfinale | Hoffnungslauf / Viertelfinale | Halbfinale  | Halbfinale | Halbfinale    | Finale      | Finale | Rang |
| Athleten                         | Wettbewerb                  | Zeit        | Rang    | Qualifikation | Zeit                          | Rang                          | Qualifikation                 | Zeit        | Rang       | Qualifikation | Zeit        | Rang   | Rang |
| -------------------------------- | --------------------------- | ----------- | ------- | ------------- | ----------------------------- | ----------------------------- | ----------------------------- | ----------- | ---------- | ------------- | ----------- | ------ | ---- |
| Frauen                           |                             |             |         |               |                               |                               |                               |             |            |               |             |        |      |
| Sonia Baluzzo Evelyn Silvestro   | Leichtgewichts-Doppelzweier | 7:36,43 min | 6       | Hoffnungslauf | 7:29,76 min                   | 3                             | Halbfinale A/B                | 7:33,41 min | 6          | B-Finale      | 7:25,86 min | 6      | 12   |
| Männer                           |                             |             |         |               |                               |                               |                               |             |            |               |             |        |      |
| Alejandro Colomino Pedro Dickson | Leichtgewichts-Doppelzweier | 7:04,34 min | 6       | Hoffnungslauf | 6:52,94 min                   | 3                             | Halbfinale A/B                | 6:51,59 min | 6          | B-Finale      | 6:31,86 min | 6      | 12   |

### 7er-Rugby
Über die World Rugby Sevens Series 2022/23 qualifizierten sich die argentinischen Männer für das olympische Rugbyturnier.
| Wettbewerb         | Männer |
| ------------------ | --- |
| Athleten           | Joaquin Pellandini Tomas Elizalde German Schulz Matteo Graziano Agustin Fraga Santiago Álvarez Tobias Wade Gaston Revol Matias Osadczuk Santiago Mare Luciano González Marcos Moneta Santiago Vera Feld Rodrigo Isgro |
| Trainer            | Santiago Gómez Cora |
| Gruppenphase       | Kenia (31:12) Samoa (28:12) Australien (14:22) |
| Viertelfinale      | Frankreich (14:26) |
| Halbfinale         | ausgeschieden |
| Finale             | ausgeschieden |
| Platzierungsspiele | Neuseeland (12:17) Vereinigte Staaten (19:0) |
| Rang               | 7 |

### Schießen
Im bis zum 9. Juni 2024 laufenden Qualifikationszeitraum konnten Quotenplätze in drei Wettbewerben erreicht werden.
| Athleten                         | Wettbewerb                 | Qualifikation   | Qualifikation | Finale          | Finale        |
| Athleten                         | Wettbewerb                 | Ringe/ Scheiben | Rang          | Ringe/ Scheiben | Rang          |
| -------------------------------- | -------------------------- | --------------- | ------------- | --------------- | ------------- |
| Frauen                           |                            |                 |               |                 |               |
| Fernanda Russo                   | 10 m Luftgewehr            | 625,4           | 30            | ausgeschieden   | ausgeschieden |
| Männer                           |                            |                 |               |                 |               |
| Marcelo Gutiérrez                | 10 m Luftgewehr            | 631,7           | 2             | 122,8           | 8             |
| Federico Gil                     | Skeet                      | 115             | 27            | ausgeschieden   | ausgeschieden |
| Mixed                            |                            |                 |               |                 |               |
| Fernanda Russo Marcelo Gutiérrez | 10 m Luftgewehr Mannschaft | 624,8           | 19            | ausgeschieden   | ausgeschieden |

### Schwimmen
Die olympischen Normzeiten des Weltverbandes konnte Macarena Ceballos über 100 Meter Brust erreichen.
| Athleten          | Wettbewerb     | Vorlauf     | Vorlauf | Halbfinale    | Halbfinale    | Finale        | Finale        | Rang |
| Athleten          | Wettbewerb     | Zeit        | Rang    | Zeit          | Rang          | Zeit          | Rang          | Rang |
| ----------------- | -------------- | ----------- | ------- | ------------- | ------------- | ------------- | ------------- | ---- |
| Frauen            |                |             |         |               |               |               |               |      |
| Agostina Hein     | 400 m Freistil | 4:14,24 min | 18      | —             | —             | ausgeschieden | ausgeschieden | 18   |
| Agostina Hein     | 800 m Freistil | 8:37,43 min | 14      | —             | —             | ausgeschieden | ausgeschieden | 14   |
| Macarena Ceballos | 100 m Brust    | 1:06,89 min | 16      | 1:07,31 min   | 15            | ausgeschieden | ausgeschieden | 15   |
| Macarena Ceballos | 200 m Brust    | 2:26,55 min | 18      | ausgeschieden | ausgeschieden | ausgeschieden | ausgeschieden | 18   |
| Männer            |                |             |         |               |               |               |               |      |
| Ulises Saravia    | 100 m Rücken   | 55,03 s     | 35      | ausgeschieden | ausgeschieden | ausgeschieden | ausgeschieden | 35   |

### Segeln
Bei den Segel-Weltmeisterschaften 2023 konnten sich zwei argentinische Boote qualifizieren. Durch die Qualifikation in vier weiteren Bootsklassen bei den Panamerikanischen Spielen 2023 geht das argentinische Segelteam bei den Spielen mit sieben Athleten in sechs Booten an den Start.
| Athleten                      | Wettbewerb        | Qualifikation | Qualifikation | Medal Race    | Medal Race    | Punkte | Rang   |
| Athleten                      | Wettbewerb        | Punkte        | Rang          | Punkte        | Rang          | Punkte | Rang   |
| ----------------------------- | ----------------- | ------------- | ------------- | ------------- | ------------- | ------ | ------ |
| Frauen                        |                   |               |               |               |               |        |        |
| Chiara Ferretti               | Windsurfen iQFoiL | 242           | 24            | ausgeschieden | ausgeschieden | 242    | 24     |
| Lucía Falasca                 | Laser Radial      | 102           | 11            | ausgeschieden | ausgeschieden | 102    | 11     |
| Catalina Turienzo             | Formula Kite      | 56            | 13            | ausgeschieden | ausgeschieden | 56     | 13     |
| Männer                        |                   |               |               |               |               |        |        |
| Francisco Cruz                | Windsurfen iQFoiL | 175           | 21            | ausgeschieden | ausgeschieden | 175    | 21     |
| Francisco Guaragna Rigonat    | Laser             | 149           | 27            | ausgeschieden | ausgeschieden | 149    | 27     |
| Mixed                         |                   |               |               |               |               |        |        |
| Eugenia Bosco Mateo Majdalani | Nacra 17          | 41            | 2             | 14            | 7             | 55     | Silber |

### Skateboard
Über die olympische Qualifikationsrangliste konnten sich zwei argentinische Skateboarder für die Wettbewerbe in Paris qualifizieren.
| Athleten         | Wettbewerb | Qualifikation | Qualifikation | Finale        | Finale        | Rang |
| Athleten         | Wettbewerb | Punkte        | Rang          | Punkte        | Rang          | Rang |
| ---------------- | ---------- | ------------- | ------------- | ------------- | ------------- | ---- |
| Männer           |            |               |               |               |               |      |
| Matias Dell Olio | Street     | 266,28        | 5             | 153,98        | 8             | 8    |
| Mauro Iglesias   | Street     | 249,09        | 10            | ausgeschieden | ausgeschieden | 10   |

### Taekwondo
Beim amerikanischen Qualifikationsturnier in Santo Domingo konnte sich Lucas Guzmán einen Startplatz im Fliegengewicht der Männer bei den Olympischen Spielen sichern.
| Athleten     | Wettbewerb       | Achtelfinale | Achtelfinale | Viertelfinale | Viertelfinale | Hoffnungsrunde Halbfinale | Hoffnungsrunde Halbfinale | Halbfinale    | Halbfinale    | Hoffnungsrunde Finale | Hoffnungsrunde Finale | Finale        | Finale        | Rang |
| Athleten     | Wettbewerb       | Gegner       | Ergebnis     | Gegner        | Ergebnis      | Gegner                    | Ergebnis                  | Gegner        | Ergebnis      | Gegner                | Ergebnis              | Gegner        | Ergebnis      | Rang |
| ------------ | ---------------- | ------------ | ------------ | ------------- | ------------- | ------------------------- | ------------------------- | ------------- | ------------- | --------------------- | --------------------- | ------------- | ------------- | ---- |
| Männer       |                  |              |              |               |               |                           |                           |               |               |                       |                       |               |               |      |
| Lucas Guzmán | Klasse bis 58 kg | O. Salim     | 1:2          | ausgeschieden | ausgeschieden | ausgeschieden             | ausgeschieden             | ausgeschieden | ausgeschieden | ausgeschieden         | ausgeschieden         | ausgeschieden | ausgeschieden | 11   |

### Tennis
Durch ihr Abschneiden bei den Panamerikanischen Spielen 2023 konnte sich María Carlé vorzeitig für die Olympischen Spiele qualifizieren. Insgesamt sind in Paris acht argentinische Tennisspieler am Start.
| Athleten                                    | Wettbewerb | 1. Runde                  | 1. Runde          | 2. Runde      | 2. Runde       | Achtelfinale                 | Achtelfinale  | Viertelfinale | Viertelfinale | Halbfinale    | Halbfinale    | Finale / Platz 3 | Finale / Platz 3 | Rang |
| Athleten                                    | Wettbewerb | Gegner                    | Ergebnis          | Gegner        | Ergebnis       | Gegner                       | Ergebnis      | Gegner        | Ergebnis      | Gegner        | Ergebnis      | Gegner           | Ergebnis         | Rang |
| ------------------------------------------- | ---------- | ------------------------- | ----------------- | ------------- | -------------- | ---------------------------- | ------------- | ------------- | ------------- | ------------- | ------------- | ---------------- | ---------------- | ---- |
| Frauen                                      |            |                           |                   |               |                |                              |               |               |               |               |               |                  |                  |      |
| Nadia Podoroska                             | Einzel     | D. Parry                  | 6:76, 5:7         | ausgeschieden | ausgeschieden  | ausgeschieden                | ausgeschieden | ausgeschieden | ausgeschieden | ausgeschieden | ausgeschieden | ausgeschieden    | ausgeschieden    | 33   |
| María Carlé                                 | Einzel     | T. Maria                  | 6:0, 6:0          | C. Gauff      | 1:6, 1:6       | ausgeschieden                | ausgeschieden | ausgeschieden | ausgeschieden | ausgeschieden | ausgeschieden | ausgeschieden    | ausgeschieden    | 17   |
| Nadia Podoroska María Carlé                 | Doppel     | T. Korpatsch / T. Maria   | 6:3, 6:0          | —             | —              | C. Bucșa / S. Sorribes Tormo | 3:6, 4:6      | ausgeschieden | ausgeschieden | ausgeschieden | ausgeschieden | ausgeschieden    | ausgeschieden    | 9    |
| Männer                                      |            |                           |                   |               |                |                              |               |               |               |               |               |                  |                  |      |
| Sebastián Báez                              | Einzel     | T. Monteiro               | 6:4, 6:3          | B. Hassan     | 6:2, 3:6, 7:63 | S. Tsitsipas                 | 5:7, 1:6      | ausgeschieden | ausgeschieden | ausgeschieden | ausgeschieden | ausgeschieden    | ausgeschieden    | 9    |
| Francisco Cerúndolo                         | Einzel     | T. Barrios Vera           | 6:2, 6:1          | U. Humbert    | 7:5, 6:75, 7:5 | C. Ruud                      | 3:6, 4:6      | ausgeschieden | ausgeschieden | ausgeschieden | ausgeschieden | ausgeschieden    | ausgeschieden    | 9    |
| Mariano Navone                              | Einzel     | N. Borges                 | 6:2, 6:2          | L. Musetti    | 6:72, 3:6      | ausgeschieden                | ausgeschieden | ausgeschieden | ausgeschieden | ausgeschieden | ausgeschieden | ausgeschieden    | ausgeschieden    | 17   |
| Tomás Martín Etcheverry                     | Einzel     | T. Seyboth Wild           | 7:67, 6:2         | R. Safiullin  | 0:6, 6:71      | ausgeschieden                | ausgeschieden | ausgeschieden | ausgeschieden | ausgeschieden | ausgeschieden | ausgeschieden    | ausgeschieden    | 17   |
| Francisco Cerúndolo Tomás Martín Etcheverry | Doppel     | R. Haase / J.-J. Rojer    | 6:73, 6:74        | —             | —              | ausgeschieden                | ausgeschieden | ausgeschieden | ausgeschieden | ausgeschieden | ausgeschieden | ausgeschieden    | ausgeschieden    | 17   |
| Máximo González Andrés Molteni              | Doppel     | C. Alcaraz / R. Nadal     | 6:74, 4:6         | —             | —              | ausgeschieden                | ausgeschieden | ausgeschieden | ausgeschieden | ausgeschieden | ausgeschieden | ausgeschieden    | ausgeschieden    | 17   |
| Mixed                                       |            |                           |                   |               |                |                              |               |               |               |               |               |                  |                  |      |
| Nadia Podoroska Máximo González             | Doppel     | Coco Gauff / Taylor Fritz | 1:6, 7:66, [5:10] | —             | —              | —                            | —             | ausgeschieden | ausgeschieden | ausgeschieden | ausgeschieden | ausgeschieden    | ausgeschieden    | 9    |

### Tischtennis
Bei dem in Lima ausgetragenen Qualifikationsturnier für Lateinamerika sicherte sich Santiago Lorenzo einen Startplatz für den Einzelwettbewerb der Männer.
| Athleten         | Wettbewerb | 1. Runde | 1. Runde | 2. Runde  | 2. Runde | 3. Runde      | 3. Runde      | Achtelfinale  | Achtelfinale  | Viertelfinale | Viertelfinale | Halbfinale    | Halbfinale    | Finale / Platz 3 | Finale / Platz 3 | Rang |
| Athleten         | Wettbewerb | Gegner   | Erg.     | Gegner    | Erg.     | Gegner        | Erg.          | Gegner        | Erg.          | Gegner        | Erg.          | Gegner        | Erg.          | Gegner           | Erg.             | Rang |
| ---------------- | ---------- | -------- | -------- | --------- | -------- | ------------- | ------------- | ------------- | ------------- | ------------- | ------------- | ------------- | ------------- | ---------------- | ---------------- | ---- |
| Männer           |            |          |          |           |          |               |               |               |               |               |               |               |               |                  |                  |      |
| Santiago Lorenzo | Einzel     | Freilos  | Freilos  | A. Lebrun | 0:4      | ausgeschieden | ausgeschieden | ausgeschieden | ausgeschieden | ausgeschieden | ausgeschieden | ausgeschieden | ausgeschieden | ausgeschieden    | ausgeschieden    | 33   |

### Triathlon
Über die Einzelwertung Amerika der Qualifikationsrangliste erhielt Argentinien einen Startplatz für den Einzelwettbewerb der Frauen.
| Athleten        | Wettbewerb | Zeit      | Rang |
| --------------- | ---------- | --------- | ---- |
| Frauen          |            |           |      |
| Romina Biagioli | Einzel     | 2:05:36 h | 47   |

### Volleyball
Über die Weltrangliste qualifizierte sich die argentinische Volleyballnationalmannschaft der Männer für das olympische Turnier.
| Wettbewerb      | Männer |
| --------------- | --- |
| Athleten        | Luciano De Cecco Facundo Conte Santiago Danani Pablo Kukartsev Bruno Lima Agustín Loser Jan Martínez Luciano Palonsky Martín Ramos Matías Sánchez Luciano Vicentin Nicolás Zerba |
| P-Akkreditierte | Ezequiel Palacios |
| Trainer         | Marcelo Rodolfo Mendez |
| Gruppenphase    | Vereinigte Staaten 0:3 (20:25, 19:25, 16:25) Japan 1:3 (16:25, 22:25, 25:18, 23:25) Deutschland 0:3 (13:15, 21:25, 21:25)                                                        |
| Viertelfinale   | ausgeschieden |
| Halbfinale      | ausgeschieden |
| Finale          | ausgeschieden |
| Rang            | 11 |